# Suite de Kolakoski

Visualisation sous forme de spirale des termes 3 à 50 de la suite de Kolakoski.

En mathématiques, la suite de Kolakoski, proposée et étudiée par William Kolakoski (en) en 1965,, est une suite autoréférente infinie de symboles 1 et 2 qui est son propre codage par plages.

## Définition
Les premiers termes de la suite sont :
1,2,2,1,1,2,1,2,2,1,2,2,1,1,2,1,1,2,2,1,2,1,1,2,1,2,2,1,1, ... (suite A000002 de l'OEIS)
Chaque symbole apparaît dans une « plage » d'un ou deux termes consécutifs et si l'on regroupe les termes par plages de 1 et de 2 : 
(1),(2,2),(1,1),(2),(1),(2,2),(1),...,
la suite formée des longueurs successives de ces plages redonne la suite de départ : 1,2,2,1,1,2,1,... ; c'est la seule suite à deux symboles 1 et 2 ayant cette propriété et commençant par un 1,.

## Propriétés
Il est raisonnable de penser que la densité asymptotique de chaque symbole est 1/2, mais cette conjecture reste non démontrée. Václav Chvátal a montré que la densité supérieure des 1 est inférieure à 0,50084 en 1993 et le meilleur résultat dans cette direction est une borne de 0,50008.
Il est remarquable que pour l'unique suite infinie de symboles 1 et 3 débutant à 1 et qui est son propre codage par plages, qui a pour premiers termes :   1, 3, 3, 3, 1, 1, 1, 3, 3, 3, 1, 3, 1, 3, 3, 3,... , on sait calculer exactement la fréquence du chiffre 3 (égale environ à 0,6) ; voir la suite A064353 de l'OEIS.
La suite de Kolakoski a également été remarquée par des informaticiens. Ainsi, Stephen Wolfram la décrit en relation avec l'étude des systèmes de tague cycliques,.
Remplaçant les 1 par des 0, les 2 par des 1, on peut interpréter la suite comme le développement d'un réel en base 2 ; ce réel est parfois encore appelé constante de Kolakoski.